# 加平站
加平站（：／ Gapyeong yeok */?）是京春線沿線的一座高架車站，位於韓國京畿道加平郡加平邑，站內設有史前遺蹟展示館。本站有ITX-青春列車停靠。

## 車站構造
站體為2面4線雙島式月台的高架車站，候車月台設有月台幕門。

### 月台配置
| ↑ 上泉          |
| ４３ \| ２１ \| |
| 屈峰山 ↓        |

| 月台 | 路線                        | 目的地                       |
| ---- | --------------------------- | ---------------------------- |
| 1、2 | ●首都圈電鐵京春線、ITX-青春 | 屈峰山、春川方向             |
| 3、4 | ●首都圈電鐵京春線、ITX-青春 | 清平、上鳳、清涼里、龍山方向 |

## 歷史
- 1939年7月20日：以普通站開始營業。
- 1950年6月30日：毀於韓戰。
- 1957年6月12日：站設重建。
- 1991年9月1日：停止處理小件貨物。
- 2006年11月15日：停止貨運服務。
- 2010年12月21日：京春線鐵路複線電氣化工程完工，遷至距離起點50.1公里處，首都圈電鐵京春線開始運行。
- 2012年2月28日：急行列車停駛，同時ITX-青春列車開始運行。
- 2016年9月6日：舊站舍拆除。
- 2017年1月31日：急行列車於平日復駛。

## 車站周邊
- 加平高校
- 加平郡政府
- 加平警察署
- 加平客運站

## 圖片

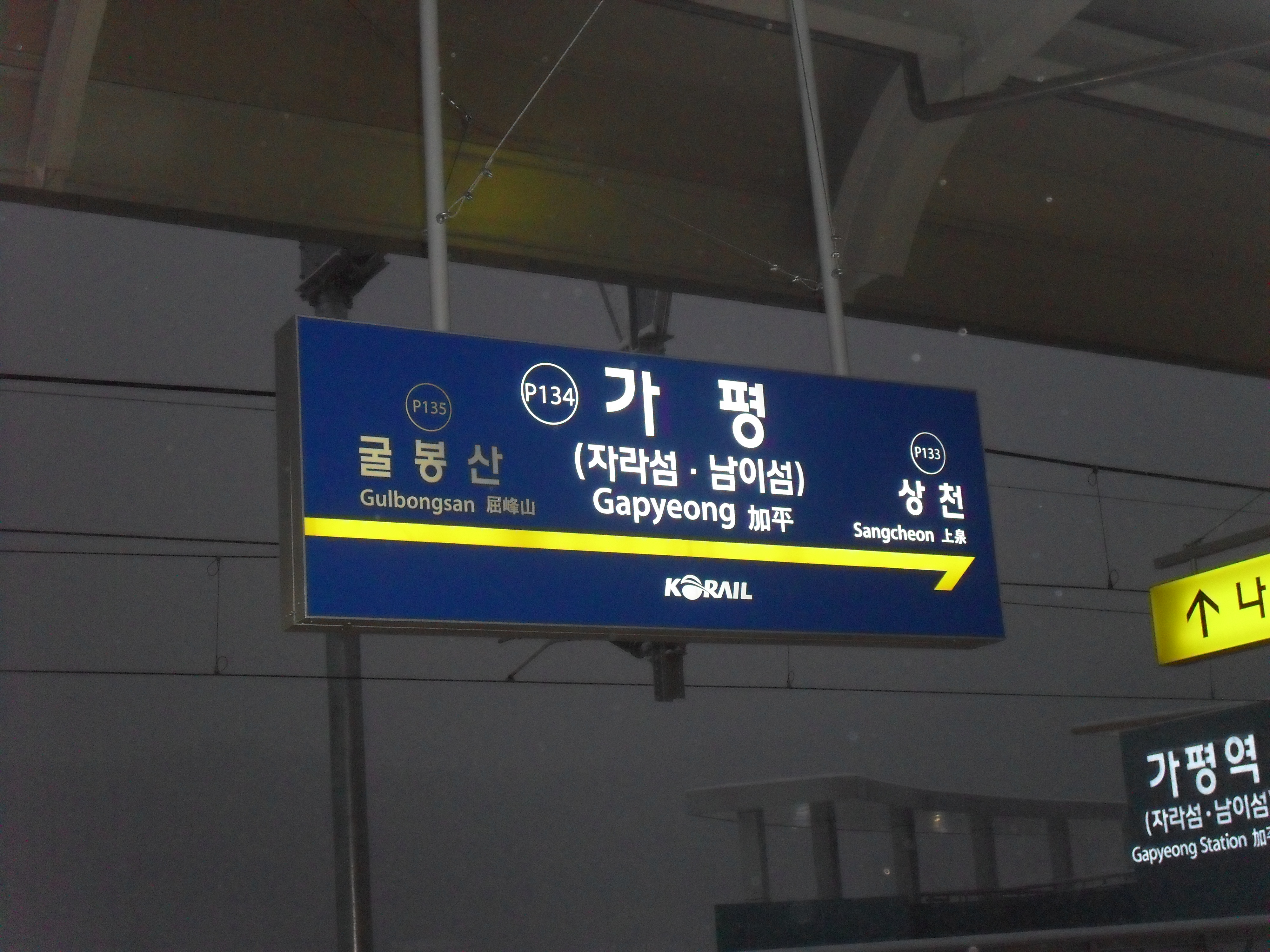
站名牌
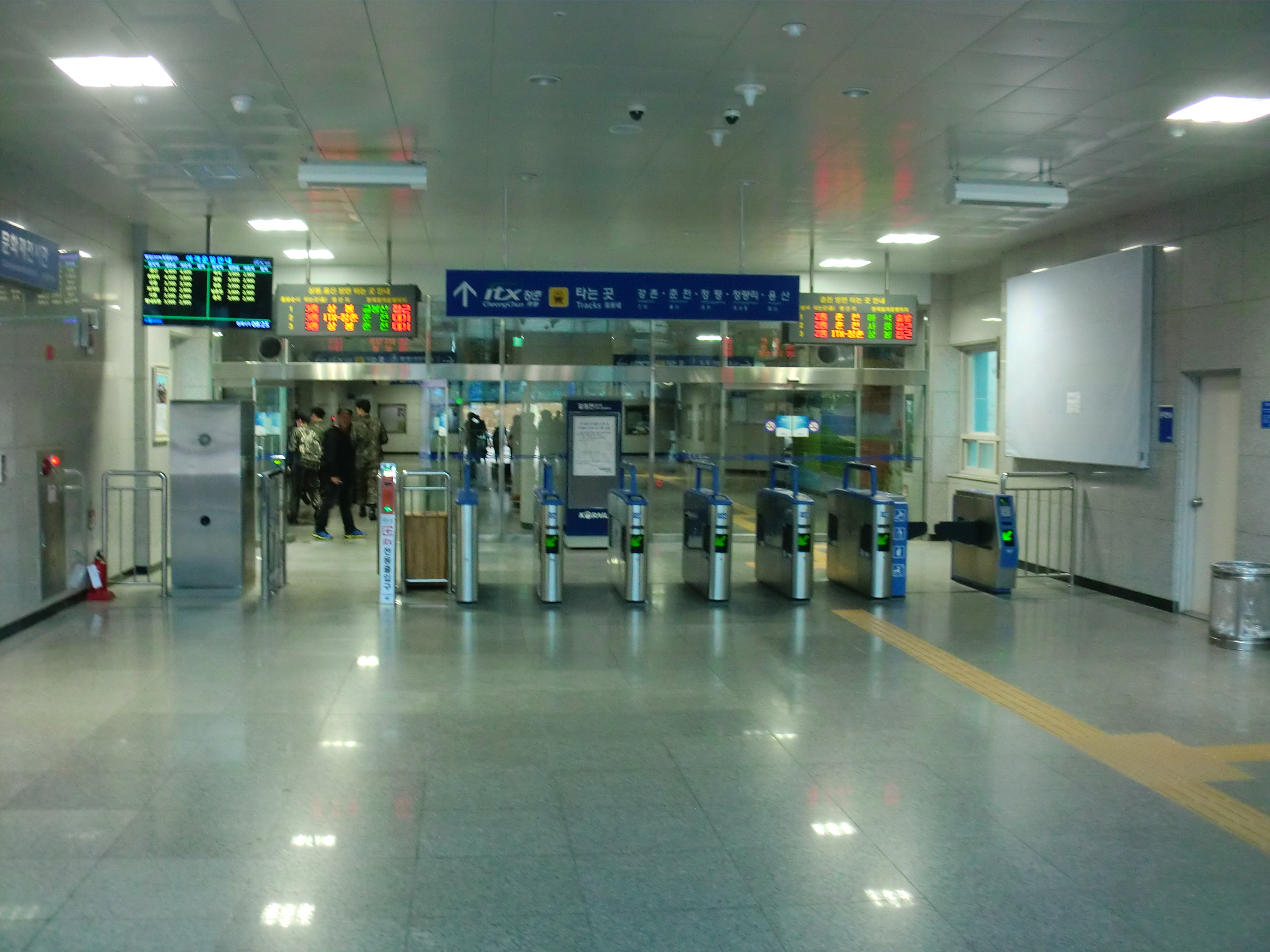
剪票閘口
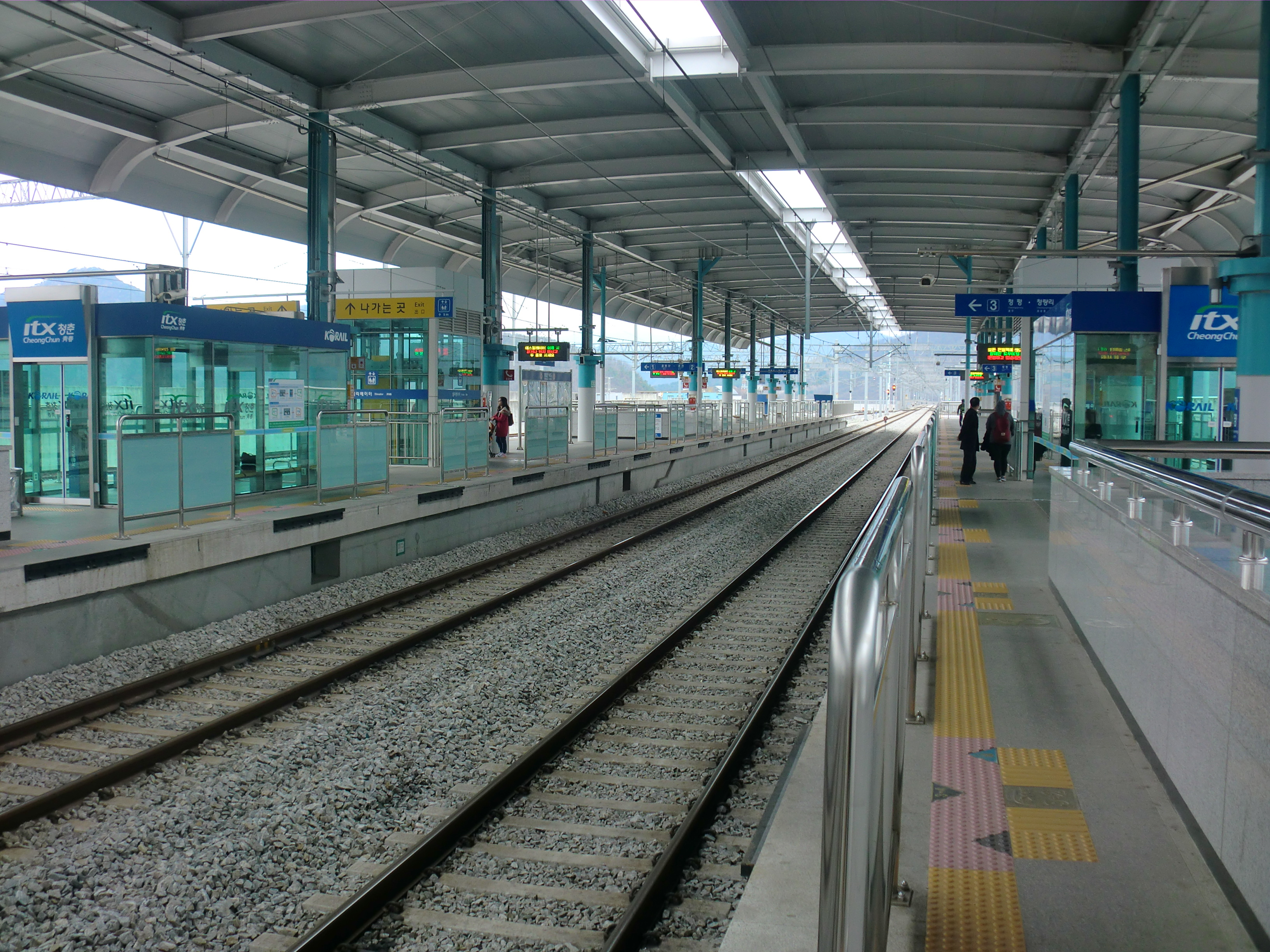
候車月台
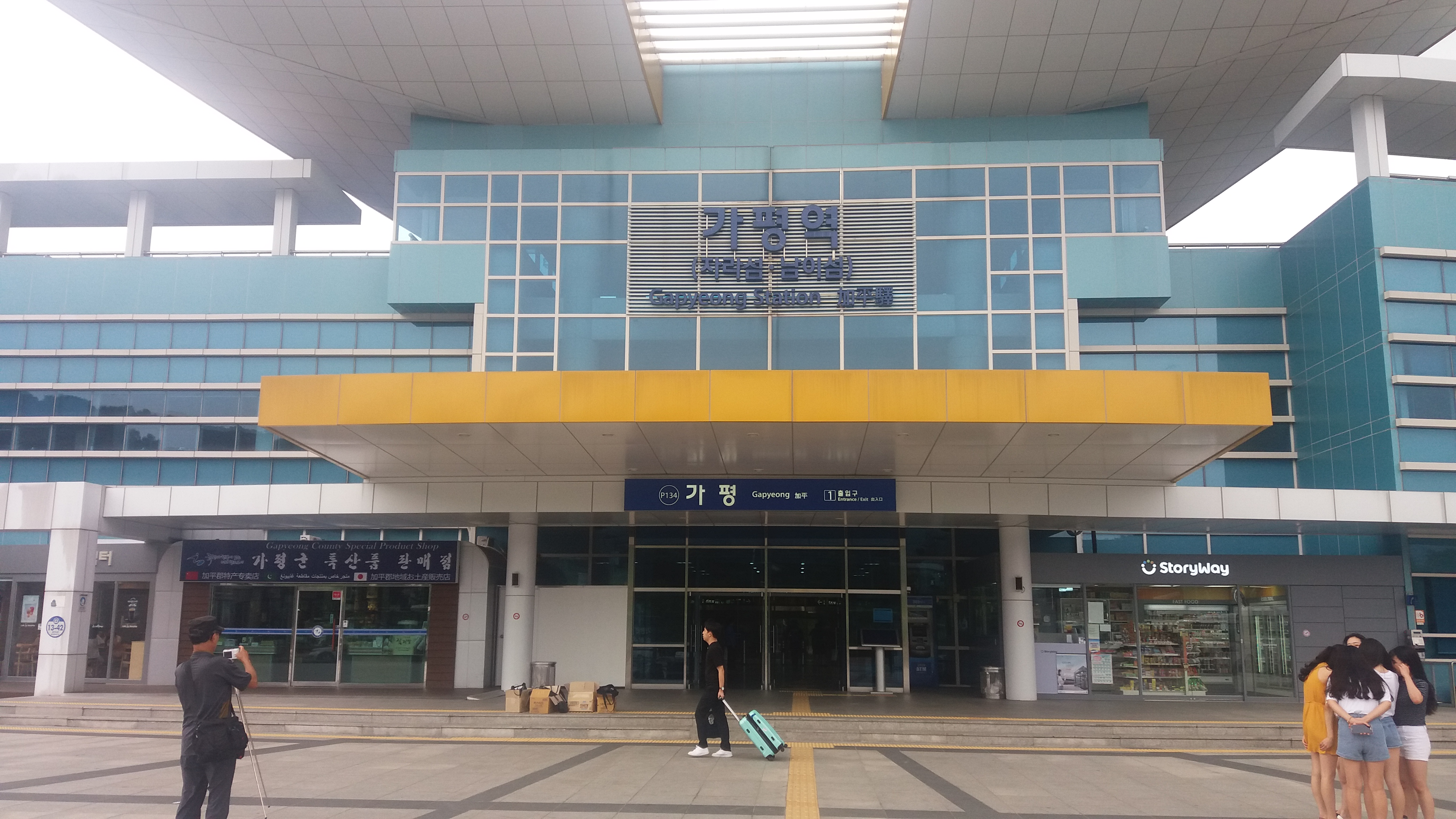
1號出口
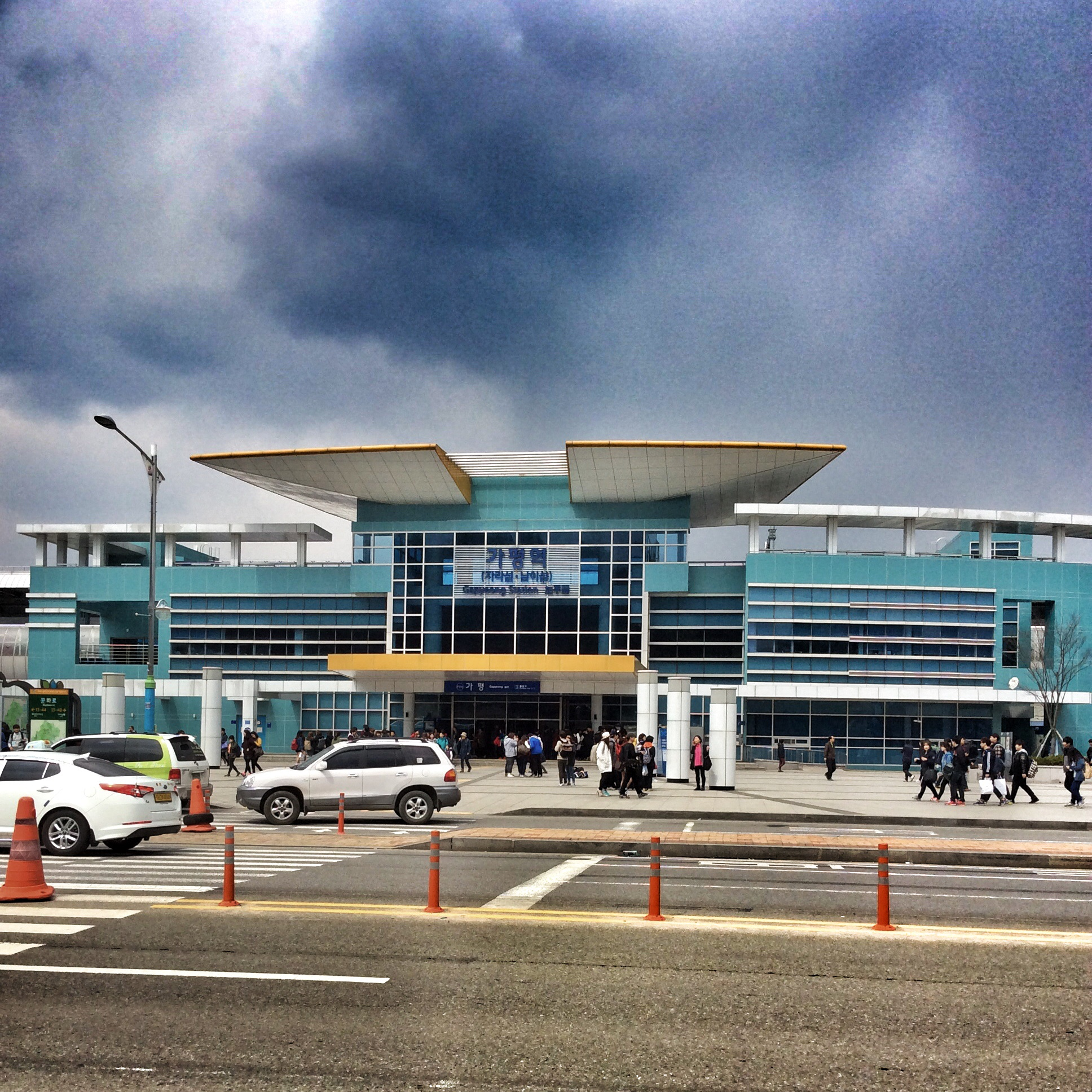
車站建築
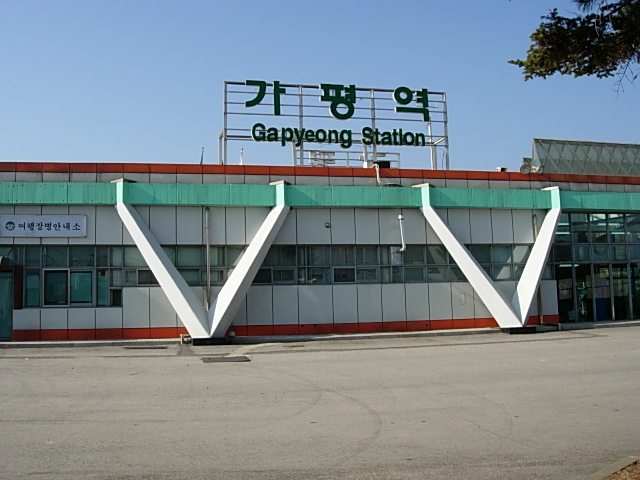
舊站建築

## 相鄰車站
韓國鐵道公社
●首都圈電鐵京春線
急行、ITX-青春
清平（P132）－加平（P134）－江村（P137）
緩行
上泉（P133）－加平（P134）－屈峰山（P135）